# 立川らく生の笑いの殿堂
立川らく生の笑いの殿堂は、毎週日曜18:30 - 18:45 にMRT宮崎放送ラジオで放送されている演芸バラエティ番組。
2006年4月放送スタート。
通常はレギュラーメンバーによる大喜利がメイン。時折、まつり会場からの公開生大喜利や、著名な落語家や芸人を招いてのトークコーナーに挿し変わることもある。
2008年夏にはMRTテレビの5時間特番で、笑いの殿堂メンバーが大喜利を披露。初のテレビ進出を果たす。
2015年末に放送500回突破。番組の前身は、MRTラジオ「立川らく生の噺家気分！」（2000年～2004年放送）

## レギュラーメンバー
司会
- 立川らく生（本名・粉川真一（宮崎放送アナウンサー））

大喜利メンバー
- 二代目林家九蔵（みやざき落語会主宰）
- 柱大黒（元落語家、落語愛好会どしろう党代表）
- 鹿活亭妃美麿（大学落研出身・西都高屋温泉女将）
- 松吉（元漫才師、県職員）
- りんご亭楽大（延岡落語一八会）
- めぐっ亭かん好（ラジオレポーター日高千明）

## 放送時間
- 日曜 18:30 - 18:45

## ゲスト
- 宮崎県内での落語独演会やイベントPRで、これまで桂三枝（現･6代桂文枝）、桂文珍、桂歌春、立川談春、林家木久扇、田代沙織、中津川弦などがゲスト出演している。